# Pelle Sildre
Pelle Sildre (* 16. April 1976 in Tallinn, Estnische SSR) ist ein estnischer Eishockeyspieler, der seit 2011 erneut für den HC Panter Tallinn in der Meistriliiga spielt. Sein Bruder Olle war ebenfalls estnischer Eishockeynationalspieler.

## Karriere
Pelle Sildre begann seine Karriere beim Tallinna JSK in seiner Geburtsstadt, für den er bereits als 16-Jähriger in der Meistriliiga spielte. Von 1994 an spielte er fünf Jahre beim Lokalrivalen THK-88 Tallinn, war aber zwischenzeitlich auch immer wieder für finnische Vereine und in der Spielzeit 1994/95 zeitweilig auch für seinen Stammverein Tallinna JSK aktiv. Nachdem er die Saison 1999/2000 komplett bei Kotkan Titaanit in der drittklassigen finnischen Suomi-sarja verbracht hatte, begann er die folgende Spielzeit bei Tartu Välk 494 wieder in der Meistriliiga, schloss sich aber während der laufenden Spielzeit dem Rönnängs IK aus der viertklassigen schwedischen Division 2 an, für den er spielte, bis er während der laufenden Spielzeit 2002/03 nach Tallinn zurückkehrte, wo er für den dortigen HC Panter auf dem Eis stand, mit dem er 2004 dessen und seinen ersten estnischen Meistertitel erringen konnte. Die Saison 2006/07 spielte er nicht nur erneut für den inzwischen fünftklassigen Rönnängs IK, sondern auch bei den Tallinna Eagles. Anschließend wechselte er zum zweiten Mal nach Tartu, wo er mit dem Klub, der sich inzwischen Tartu Kalev-Välk nannte, 2008 seinen zweiten Meistertitel gewann. Nach einem Jahr beim unterklassigen Elioni SK spielt er seit 2011 – unterbrochen durch eine Pause 2014/15 – wieder für die Panther aus Tallinn.

### International
Im Juniorenbereich nahm Sildre mit dem estnischen Nachwuchs an den U18-C-Europameisterschaften 1993 und 1994 sowie der U20-C2-Weltmeisterschaft 1995 teil.
Mit der Herren-Nationalmannschaft spielte Sildre zunächst bei der C-Weltmeisterschaft 1996 und den B-Weltmeisterschaften 1999 und 2000. Nach der Umstellung auf das heutige Divisionensystem nahm er an der 2001 und Weltmeisterschaften 2006 in der Division I sowie den Titelkämpfen der Division II 2002, 2009 und 2010 teil. Zudem vertrat er seine Farben bei den Qualifikationsturnieren für die Olympischen Winterspiele in Turin 2006, in Vancouver 2010 und in Pyeongchang 2018.

## Erfolge und Auszeichnungen
- 2002 Aufstieg in die Division I bei der Weltmeisterschaft der Division II, Gruppe A
- 2004 Estnischer Meister mit dem HC Panter Tallinn
- 2008 Estnischer Meister mit Tartu Kalev-Välk
- 2010 Aufstieg in die Division I, Gruppe B, bei der Weltmeisterschaft der Division II, Gruppe B